# Resolutie 658 Veiligheidsraad Verenigde Naties
Resolutie 658 van de Veiligheidsraad van de Verenigde Naties werd op 27 juni 1990 met unanimiteit van stemmen aangenomen.

## Achtergrond
Begin jaren 1970 ontstond een conflict tussen Spanje, Marokko, Mauritanië en de Westelijke Sahara zelf over de Westelijke Sahara dat tot dan in Spaanse handen was. Marokko legitimeerde zijn aanspraak op
basis van historische banden met het gebied. Nadat Spanje het gebied opgaf, bezette Marokko er twee derde van. Het land bleef in conflict met Polisario, dat met steun van Algerije de onafhankelijkheid bleef nastreven.

## Inhoud
De Veiligheidsraad:
- herinnert aan resolutie 621 (1988) die de secretaris-generaal toeliet een speciale vertegenwoordiger naar de Westelijke Sahara aan te duiden en te rapporteren over een volksraadpleging over zelfbeschikking;
- herinnert er ook aan dat Marokko en Polisario akkoord gingen met de voorstellen van de secretaris-generaal;
- beraadde over het rapport van de secretaris-generaal over de situatie;

1. steunt de bemiddeling van de secretaris-generaal in samenwerking met de Organisatie van Afrikaanse Eenheid;
2. keurt het rapport van de secretaris-generaal met de tekst van het akkoord en het kader VN-plan goed;
3. roept de twee partijen op samen te werken met de secretaris-generaal en de OAE om de kwestie snel op te lossen;
4. vraagt de secretaris-generaal om zo snel mogelijk te rapporteren over de details van zijn plan en in het bijzonder de kosten van de VN-missie voor de volksraadpleging op basis waarvan de Veiligheidsraad die missie zou autoriseren.

## Verwante resoluties
- Resolutie 380 Veiligheidsraad Verenigde Naties (1975)
- Resolutie 621 Veiligheidsraad Verenigde Naties (1988)
- Resolutie 690 Veiligheidsraad Verenigde Naties (1991)
- Resolutie 725 Veiligheidsraad Verenigde Naties (1991)

Lijst ·  647 ·  648 ·  649 ·  650 ·  651 ·  652 ·  653 ·  654 ·  655 ·  656 ·  657 ·  658 ·  659 ·  660 ·  661 ·  662 ·  663 ·  664 ·  665 ·  666 ·  667 ·  668 ·  669 ·  670 ·  671 ·  672 ·  673 ·  674 ·  675 ·  676 ·  677 ·  678 ·  679 ·  680 ·  681 ·  682 ·  683